# Tricentra quadrigata
Tricentra quadrigata är en fjärilsart som beskrevs av Felder 1875. Tricentra quadrigata ingår i släktet Tricentra och familjen mätare. Inga underarter finns listade i Catalogue of Life.